# Ленінабадська вулиця
Ленінаба́дська ву́лиця — зникла вулиця, що існувала в Ленінградському районі (нині — Святошинський) міста Києва, село Микільська Борщагівка. Пролягала від вулиці Якова Качури до вулиці Пришвіна (тепер – вулиця Івана Труша).

## Історія
Виникла до 1-ї третини XX століття, з 1930-х років мала назву вулиця Леніна, з 1974 року — Леніногорська. Назву Ленінабадська вулиця отримала 1977 року.
Ліквідована наприкінці 1970-х — на початку 1980-х років під час знесення старої забудови села Микільська Борщагівка та будівництва житлового масиву Південна Борщагівка.